# 李謹華
李 謹華（Lee Geun Hwa、イ・グンファ、1976年 - ）は韓国の詩人。ソウル特別市出身。

## 略歴
1976年、ソウル特別市に生まれる。2004年『現代文学』新春文芸に『칸트의 동물원（カントの動物園）』を発表し、文壇デビューした。李は日常に対する平凡な陳述の中に容易に解釈できない標識などを入れる独特なスタイルで注目を浴びた。また、「1930年代の詩に現れた植民地朝鮮語の位相」を研究して博士号を取得し、大学で教えながら創作活動も活発に行っている。

## 年譜
- 1976年、ソウル特別市に生まれる[1]。
- 2009年、第4回尹東柱文学賞若い作家賞受賞。
- 2010年、第17回金俊成文学賞受賞。
- 2011年、詩と世界作品賞受賞。

## 代表作品
- 2006年、『칸트의 동물원（カントの動物園）』[1]
- 2008年、『안녕 외계인（こんにちは宇宙人）』
- 2009年、『우리들의 진화（私たちの進化）』
- 2012年、『차가운 잠（冷たい眠り）』、『근대적 시어의 탄생과 조선어의 위상（近代的詩語の誕生と朝鮮語の位相）』